# Anoplodactylus tenuicorpus
Anoplodactylus tenuicorpus är en havsspindelart som beskrevs av Child, C.A. 1991. Anoplodactylus tenuicorpus ingår i släktet Anoplodactylus och familjen Phoxichilidiidae. Inga underarter finns listade i Catalogue of Life.